# Sergio Procopio
Sergio Procopio (Rho, 25 aprile 1965) è un mimo italiano.

## Biografia
La sua passione per il mondo dei mimi-clown inizia già all'età di 11 anni, quando conosce Don Vittorio, Bano Ferrari e Carlo Rossi della Filarmonica Clown. Nel 1979 è tra i fondatori dell'associazione culturale Barabba's Clown, presso il Centro Salesiano di Arese.
Il suo percorso artistico si sviluppa poi attraverso i corsi di Pierre Bayland, nel 1985 in Svizzera, e Marcel Marceau, nel 1988.
Durante la sua carriera confronta il suo stile recitativo con quelli di molti altri artisti. Partecipa a più di 1500 rappresentazioni teatrali oltre a prendere parte a numerosi festival, tra cui quelli di Firenze, Genova, Udine, Ancona, Milano.
Non mancano le esperienze televisive che lo portano a partecipare in qualità di ospite ad alcune trasmissioni sulle reti Rai: Argento e Oro con Luciano Rispoli, Caffè italiano, Il circolo delle 12 con Romano Battaglia, Uno mattina, oltre allo spettacolo in Sala Nervi al Vaticano davanti a papa Giovanni Paolo II.
Nell'aprile 2005 ha partecipato al Primo Festival Internazionale di Musica Holymusic 2005 a Castel di Lama, manifestazione che ha radunato oltre 2500 persone nel palatenda allestito per l'occasione. Nel maggio 2006 si esibisce all'Università Bocconi di Milano, nel giugno successivo partecipa ad uno spettacolo al Piccolo Teatro di Milano.
Negli ultimi anni ha avviato una profonda ricerca individuale, supportata dalla collaborazione di molti artisti amici, finalizzata ad approfondire l'essenza e il significato della figura del clown. Attraverso il clown, Procopio racconta la vita quotidiana, giocando con i vizi e le virtù delle persone.
I suoi spettacoli hanno girato tutto il mondo raccogliendo notevole successo in Belgio, Germania, Francia, Spagna, Svizzera, Brasile, Madagascar e altri paesi dell'America Latina  e dell'Africa.
Dal 2006 Sergio Procopio lavora nel proprio Centro di produzione per il teatro comico.
Vive a Musso, sul Lago di Como, insieme alla moglie e ai tre figli.